# Diglossa lafresnayii
Diglossa lafresnayii là một loài chim trong họ Thraupidae.